# Daphné (prénom)
Cette page présente le prénom Daphné ainsi que ses variantes.
Daphné ou Daphnée est un prénom mixte.

## Origine et sens
Daphné est un prénom mixte, bien qu'il ne soit donné presque exclusivement qu'à des filles. D'origine grecque, il signifie laurier. Dans la mythologie grecque, où Daphné est une naïade, une variété de nymphe féminine associée aux fontaines, puits, sources, ruisseaux et autres plans d'eau douces. Le nom est devenu populaire dans l'anglosphère à la fin des années 1800 avec d'autres noms de fleurs, d'arbres et de plantes qui étaient en vogue à l'époque. 
Les Daphné(e) sont fêtées le 5 octobre en référence à Sainte Fleur.

## Variantes
- occitan : Dafné
- anglais : Daphney, Daphné, Daphne
- français : Daphney, Daphné, Daphnée
- néerlandais : Daphné

- italien : Daphne
- espagnol : Dafne, Daphne
- hongrois : Daphne
- polonais : Daphne
- roumain : Daphne

## Popularité du prénom
Daphné a été parmi les mille prénoms les plus utilisés pour les filles aux États-Unis durant la plupart des années depuis 1889.  

### Usage
Il a également été bien utilisé ces dernières années au Royaume-Uni, au Québec, au Canada , en France et aux Pays-Bas.

## Personnes portant ce prénom
- Pour l'ensemble des articles sur les personnes portant ce prénom, consulter :
  - la liste des articles dont le titre commence par ce prénom
  - les listes produites par Wikidata : Liste des personnes de prénom « Daphné » — même liste en incluant les éventuels prénoms composés qui contiennent « Daphné ».

### Daphnée
- Pour l'ensemble des articles sur les personnes portant ce prénom, consulter :
  - la liste des articles dont le titre commence par ce prénom
  - les listes produites par Wikidata : Liste des personnes de prénom « Daphné » — même liste en incluant les éventuels prénoms composés qui contiennent « Daphné ».